# Don't Let It Show
Don't Let It Show (No deixis que l'ensenyi) és la cinquena cançó del disc I Robot de The Alan Parsons Project. El tema, que va ésser un dels singles del disc, va aconseguir la posició número 92 a la llista Billboard. La cançó té dues part molt diferenciades, la primera amb la veu de Dave Townsend i la segona totalment instrumental. El tema comença amb els dolços sons d'un orga tocat per Eric Woolfson i quan acaba la part més melòdica comença una part instrumental amb un ritme molt més marcat.

## Informació addicional
- Publicació: 1977
- Duració: 4:21
- Autor: Alan Parsons, Eric Woolfson
- Veus: Dave Townsend
- Productor: Alan Parsons
- Llista Billboard: #92